# Tachina innovata
Tachina innovata är en tvåvingeart som först beskrevs av Walker 1861.  Tachina innovata ingår i släktet Tachina och familjen parasitflugor. Inga underarter finns listade i Catalogue of Life.